# Iwao Yamane
Iwao Yamane (født 31. juli 1976) er en tidligere japansk fodboldspiller.
Han har spillet for flere forskellige klubber i sin karriere, herunder Sanfrecce Hiroshima, Oita Trinita og Kashiwa Reysol.